# 丝绦

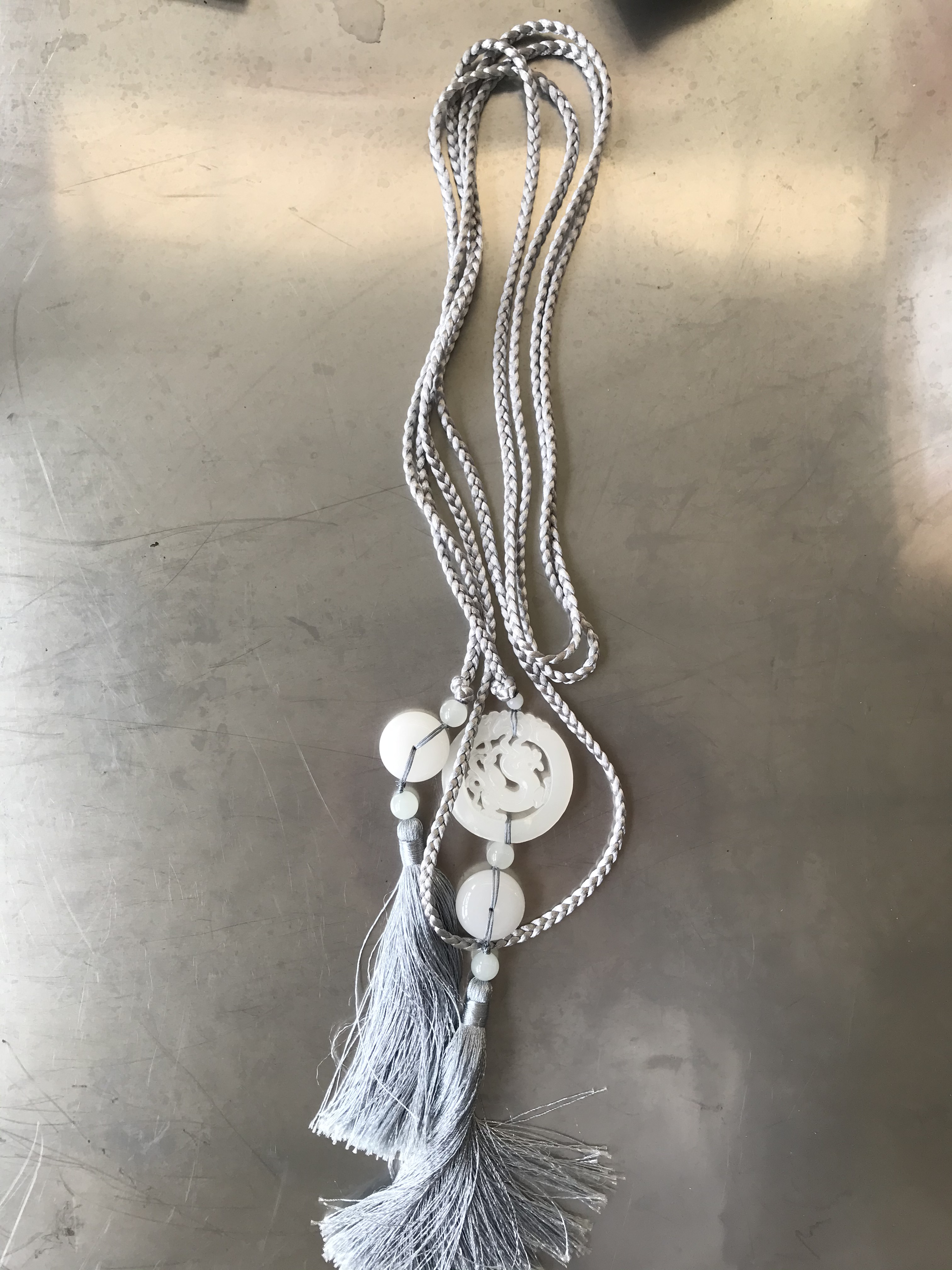
一条丝绦

絲絛，又称宫绦、宫縚、绦带，指宫廷中特制或仿照宫廷式样所制的丝带，是中国一种系在腰间的悬挂配饰，类似于吊配。附有圆穗头一副，穗头前半尺处打一花结，坠子则多为玉石、金银、陶瓷、珐琅等饰物，尾端为流苏。

## 历史
絲絛起源于结绳记事，从战国时期开始即在服装装饰中就开始应用。漢服“宽衣博带”，“束服之结”自然成为絲絛在服装装饰中的一种重要的应用；古人尚玉，周代男子就有佩玉的习俗，《尔雅义疏》中记载“佩玉之组条，用以连贯玉者，也叫纶，用丝绳婉转结之”，出土文物显示，早在战国时期，就已出现了众多种类的佩玉绳结，并在此后的中国各朝代得到了进一步发展但曾一度失传。随着21世纪汉服复兴运动的兴起，絲絛再一次开始流行于一些汉服爱好者之间，在一些特色商店也可以找到它們。

## 相关链接
- 哔哩哔哩上丝绦的制作方法 （页面存档备份，存于）
- 搜狐上关于丝绦的系法 （页面存档备份，存于）